# Бошњаце
Бошњаце је сеоско насеље у Србији у општини Лебане, која се налази у Јабланичком округу. Према попису из 2022. године било је 1.319 становника. Атар села обухвата простор од 1.516 хектара, и то је уједно најпространији атар од свих атара у области.
Овде се налази Запис Здравковића храст (Бошњаце).

## Географски положај
Бошњаце је удаљено 10 километара од Лебана и 15 километара од Лесковца, својеврстан је културни, административни и спортски центар околних 8 села.
Центар села је на надморској висини од 257 m, а највиши врх у атару села („бошњачко брдо“) на 349 m.
У топографском погледу село је лоцирано на левој обали реке Јабланице простирући се са обе стране пута Лесковац-Лебане са центром на ушћу потока у реку Јабланицу. Село је збијеног типа са карактеристикама класичног друмског насеља.
Удаљеност од већих градова
- Лебане 10 км,
- Лесковац 12 км,
- Ниш 55 км,
- Врање 80 км.

## Историја
Основу имена овог села чини реч Бошњак, а по легенди негде за време Турака доселиле су се четири породице из Босне и настаниле на земљишту преко пута бошњачке цркве. Била су то четири брата. Њиховим насељавањем на локалитету које сада носи име Старо село, створено је село које се прозвало Бошњаце, а по некима Бошњак.
Из турског дефтера из 1516. године, који је објавила Радмила Тричковић у тому XI „Лесковачког зборника“, види се да се село Бошњак бележи у два маха: најпре као зијаметско село крушевачког санџака под именом Шушељ-Бошњак, а потом као тимариотско село у махали Дубочици под именом Бошњак.
Дугу историју Бошњаца потврђују средњовековни остаци нађени у његовом атару на месту званом „Селиште“, као и откривени остаци манастира Војловице у простору које захвата село Велико Војловце, чији су, иначе, калуђери избегли испред Турака и код Панчева основали истоимени манастир. По неким казивањима неко време по засељавању, у старом селу Бошњацу, настала је „мрешка“- помор људи. На савет неке врачаре, становници првобитног Бошњаца су напустили своје насеље и настанили се на обали реке Јабланице и потока који се у селу Бошњацу улива у Јабланицу. На том простору засељено Бошњаце, током времена израсло је у једно од највећих сеоских насеља Доње Јабланице. Према овоме село Бошњаце није насељено после доласка Турака, већ пре њих, као и многа друга села у Лесковачкој котлини. У погледу времена настанка села, горенаведена легенда није поуздана. Вероватније је да су село населили досељеници из Босне, можда рудари доведени од краља Милутина. Локалитет Копаци у атару села указује на могућност вађења руде. Како је у Србији долазио велики број рудара – Саса (Сасини) из Босне, ова претпоставка може бити веома близу историјским чињеницама. Утолико пре што се Доња Јабланица граничи са Пустом Реком и Горњом Јабланицом које су зоне биле у српској средњовековној држави обележене као рударске. На око 30 km на западу од Бошњаца лежи Рудна планина, затим Слишански андезитски басен и најзад Радан који је топоним врло могуће постао од Рудана (Рудне планине).
Као општинско место лесковачке нахије на подручју „Управе ослобођених предела“ 1877/78. године село је имало свог председника суда, 2 члана суда и 11 одборника и представљало је управни просветни центар.
У црквеној порти је била 1879. године смештена и среска канцеларија јабланичког среза. По школском извештају из 1878. године ту је постојала школа. Имала је у црквеној кући једну пространу собу за учионицу, но већ десетак година није радила.
Једна занимљива прича говори о времену после реформе турског царства и укидања спахијског система, развлашћене спахије и осиони Арбанаси из Горње Јабланице, насртали су на село Бошњаце у намери да га почитлуче (ставе под своју „заштиту“). Бошњачани су се потчињавању успротивили, али да би сачували своју слободу, то јест статус српског слободног села, морали су да иду у Цариград и да од Порте траже потврду да су слободно село и да их нико не може подвластити. У тој делегацији био је неко из рода Стамболци, који се у Цариграду истакао својом храброшћу и активношћу. Делегација је успела да добије потврду турске владе да је село Бошњаце слободно село и да га на силу нико не може подвластити. По повратку кући, овај род из Бошњаца добио је назив Стамболци (стамболисци) како се и данас зову. Село је до краја турске власти остало слободно, а по свршетку рата није плаћало аграрни дуг.

## Друштво
У селу делује Ловачко удружење „Бошњаце“, које броји 150 чланова, углавном мештана околних 8 села, организованих у 5 секција. Удружење користи ловиште „Бошњачко брдо“, са ловном основом на 10 година (до 2017. године).
Фудбалски Клуб Јединство основан 1964. године један од два клуба у општини Лебане који се у сезони 2023/2024 такмичи у Зонској лиги. Највећи успех клуба је такмичење у трећем рангу.
Основна Школа „Радоје Домановић“ као најстарија школа у Јабланичком округу, има 4 истурена оделања и броји око 600 ученика. Ово је модерна и савремана школа опремљена кабинетима и наставним средствима новије генерације.
Црква Свете Петке по неким подацима подигнута у XIV веку, мада узимајући у обзир димензије и архитектуру верује се да потиче из XVI века. Више пута паљена и обнављана, током свог постојања обележила значајне историјске догађаје овог краја.

## Демографија
Према попису из 2011 у Бошњацу је живело 1550 становника ( мушкараца 772, жена 778 ). Укупан број пунолетних особа је 1244 ( мушкараца 617, жена 627 ). Просечна старост становништва износи 41,2 година (40,9 код мушкараца и 41,6 код жена). У насељу има 414 домаћинстава, а просечан број чланова по домаћинству је 3,74
Ово насеље је великим делом насељено Србима (према попису из 2002. године).
|             | \| Демографија[2] \| Демографија[2] \| Демографија[2] \| \| Година \| Становника \| Становника \| \| -------------- \| -------------- \| -------------- \| \| 1948. \| 1.517 \| \| \| 1953. \| 1.601 \| \| \| 1961. \| 1.691 \| \| \| 1971. \| 1.769 \| \| \| 1981. \| 1.819 \| \| \| 1991. \| 1.853 \| 1.833 \| \| 2002. \| 1.629 \| 1.687 \| \| 2011. \| 1.550 \| \| \| 2022. \| 1.319 \| \| |            |
| Демографија | |            |
| Година      | Становника | Становника |
| 1948.       | 1.517 |            |
| 1953.       | 1.601 |            |
| 1961.       | 1.691 |            |
| 1971.       | 1.769 |            |
| 1981.       | 1.819 |            |
| 1991.       | 1.853 | 1.833      |
| 2002.       | 1.629 | 1.687      |
| 2011.       | 1.550 |            |
| 2022.       | 1.319 |            |

| Етнички састав према попису из 2002.‍ | Етнички састав према попису из 2002.‍ | Етнички састав према попису из 2002.‍ | Етнички састав према попису из 2002.‍ | Етнички састав према попису из 2002.‍ |
| ------------------------------------ | ------------------------------------ | ------------------------------------ | ------------------------------------ | ------------------------------------ |
|                                      |                                      |                                      |                                      |                                      |
| Срби                                 | Срби                                 |                                      | 1.524                                | 93,55%                               |
| Роми                                 | Роми                                 |                                      | 87                                   | 5,34%                                |
| Немци                                | Немци                                |                                      | 2                                    | 0,12%                                |
| Црногорци                            | Црногорци                            |                                      | 1                                    | 0,06%                                |
| Хрвати                               | Хрвати                               |                                      | 1                                    | 0,06%                                |
| Румуни                               | Румуни                               |                                      | 1                                    | 0,06%                                |
| Македонци                            | Македонци                            |                                      | 1                                    | 0,06%                                |
| Бугари                               | Бугари                               |                                      | 1                                    | 0,06%                                |
| непознато                            | непознато                            |                                      | 3                                    | 0,18%                                |

| Година пописа     | 1948. | 1953. | 1961. | 1971. | 1981. | 1991. | 2002. |
| ----------------- | ----- | ----- | ----- | ----- | ----- | ----- | ----- |
| Број домаћинстава | 237   | 270   | 333   | 374   | 420   | 434   | 457   |

| Број чланова      | 1  | 2   | 3  | 4  | 5  | 6  | 7  | 8 | 9 | 10 и више | Просек |
| ----------------- | -- | --- | -- | -- | -- | -- | -- | - | - | --------- | ------ |
| Број домаћинстава | 40 | 124 | 71 | 83 | 66 | 51 | 17 | 4 | 1 | 0         | 3,56   |

| Пол    | Укупно | Неожењен/Неудата | Ожењен/Удата | Удовац/Удовица | Разведен/Разведена | Непознато |
| ------ | ------ | ---------------- | ------------ | -------------- | ------------------ | --------- |
| Мушки  | 674    | 128              | 484          | 52             | 9                  | 1         |
| Женски | 681    | 79               | 490          | 91             | 18                 | 3         |
| УКУПНО | 1.355  | 207              | 974          | 143            | 27                 | 4         |

| Пол    | Укупно                    | Пољопривреда, лов и шумарство | Рибарство                            | Вађење руде и камена | Прерађивачка индустрија       |
| ------ | ------------------------- | ----------------------------- | ------------------------------------ | -------------------- | ----------------------------- |
| Мушки  | 370                       | 196                           | 0                                    | 0                    | 39                            |
| Женски | 230                       | 129                           | 0                                    | 0                    | 35                            |
| УКУПНО | 600                       | 325                           | 0                                    | 0                    | 74                            |
| Пол    | Производња и снабдевање   | Грађевинарство                | Трговина                             | Хотели и ресторани   | Саобраћај, складиштење и везе |
| Мушки  | 1                         | 15                            | 46                                   | 3                    | 8                             |
| Женски | 0                         | 2                             | 20                                   | 1                    | 3                             |
| УКУПНО | 1                         | 17                            | 66                                   | 4                    | 11                            |
| Пол    | Финансијско посредовање   | Некретнине                    | Државна управа и одбрана             | Образовање           | Здравствени и социјални рад   |
| Мушки  | 3                         | 1                             | 10                                   | 8                    | 7                             |
| Женски | 1                         | 0                             | 3                                    | 10                   | 13                            |
| УКУПНО | 4                         | 1                             | 13                                   | 18                   | 20                            |
| Пол    | Остале услужне активности | Приватна домаћинства          | Екстериторијалне организације и тела | Непознато            | Непознато                     |
| Мушки  | 9                         | 0                             | 0                                    | 24                   | 24                            |
| Женски | 0                         | 0                             | 0                                    | 13                   | 13                            |
| УКУПНО | 9                         | 0                             | 0                                    | 37                   | 37                            |

## Познате личности
- Драгомир Андрејевић, српски лекар
- Јован Пејчић, српски књижевни критичар и историчар књижевности
- Тихомир Петровић, српски историчар књижевности и професор.
- Веља Митић Тарзан српски је песник.